# Осада Гераклеи
Оса́да Геракле́и (72 — весна 70 годы до н. э.) — осада римскими войсками города Гераклея Понтийская в ходе Третьей Митридатовой войны.
В начале Третьей Митридатовой войны понтийцы потерпели поражение и были вынуждены отступить обратно в Понт. Армия Митридата VI потерпела ещё одно поражение при Кабире, а сам Митридат нашёл убежище у своего зятя, армянского царя Тиграна II. После этого Луций Лициний Лукулл двинулся вглубь Малой Азии, а Котте он поручил осаду Никомедии, где находился Митридат. Но тому не удалось загладить позор халкидонского поражения: осада велась вяло, царь смог покинуть город, а на пути в Понт ввёл гарнизон в Гераклею Понтийскую. После этого Котта, преследуя Митридата и оставив продолжать осаду Никомедии подручному Лукулла Квинту Воконию, осадил и Гераклею.
Гераклея Понтийская была независимым городом-(полисом), с которым у Рима были союзнические отношения. Во время Первой Митридатовой войны гераклеоты занимали проримскую позицию и освободили пленных хиоссцев, которых Митридат планировал переселить в Понт. Однако во время войны гераклеоты объявили нейтралитет.
Жители Гераклеи были возмущены действиями римских откупщиков и вскоре перешли на сторону Митридата. После отступления понтийцев из Вифинии стратег понтийского флота силой убедил гераклеотов прислать 5 кораблей. Затем они перебили римских откупщиков, которые стали требовать денег сверх положенных им. Когда Митридат появился в Гераклее, гераклеоты решили принять понтийский гарнизон и вступить в войну на его стороне.
Римские войска осадили Гераклею. Первоначально осада развивалась неудачно. Ситуация изменилась после прибытия сюда в 71 году до н. э. ещё одного легата Лукулла, Валерия Триария, и последовавшего за ним поражения гераклеотов на море, когда римляне блокировали город и с моря. В 70 году до н. э. римляне смогли взять город благодаря предательству. Причём, узнав, что уже началось разграбление города, воины Котты готовы были напасть на валерианцев, ставших их конкурентами в мародёрстве; двум военачальникам стоило большого труда предотвратить междоусобную битву.